# 木村美智男
木村 美智男（きむら みちお、1922年（大正11年）1月20日 - 1974年（昭和49年）6月28日）は、昭和期の労働運動家、政治家。参議院議員（1期）。

## 経歴
茨城県那珂郡山方村（山方町を経て現常陸大宮市）で生まれる。1937年（昭和12年）鉄道省（後の日本国有鉄道）に入省。1941年（昭和16年）東京都立成立商業学校を卒業し、1943年（昭和18年）中央鉄道学園旧専門部を卒業した。
1946年（昭和21年）国鉄労働組合（国労）の結成に参画。東京電務区分会長、新橋支部執行委員長、国労本部中央執行委員、同教宣部長、同給与対策部長、同組織部長、同中央副執行委員長などを歴任。1960年（昭和35年）安保闘争指導の理由で国鉄を解雇された。
1951年（昭和26年）日本社会党に入党。1965年（昭和40年）7月の第7回参議院議員通常選挙に全国区から社会党公認で立候補し当選、参議院議員に1期在任した。労働者福祉中央協議会副会長、全国物価対策協議会長、社会党交通基本政策委員会事務局長、同物価特別委員会事務局長などを務めた。参議院議員任期途中の1969年（昭和44年）12月の第32回衆議院議員総選挙に東京都第5区から立候補（公示日の同年12月7日付で公職選挙法の規定により参議院議員を退職（自動失職））したが、次点で落選した。その後、社会党中央統制委員、同党練馬総支部委員長、社会主義協会東京都支部代表などを務めた。
1974年6月、第10回参議院議員通常選挙の選挙運動活動中に、池袋の平塚胃腸病院で腸閉塞の手術を受けたが死去した。死没日をもって勲三等瑞宝章追贈、正五位に叙される。